# Masakr u Ćuškoj
Masakr u Ćuškoj (alb. Masakra e Qyshkut) je bilo masovno ubistvo kosovskih Albanaca u selu Ćuška, u okolini Peći, izvršeno 14. maja 1999. godine, za vreme NATO bombardovanja SRJ. Prema raznim izveštajima, počinili su ga pripadnici srpskih paravojnih formacija i snaga bezbednosti.

## Masakr
Prema izveštaju Hjuman rajts voča, rano ujutro 14. maja 1999, srpske snage bezbednosti su ušle u malo selo Ćuška, nekoliko kilometara istočno od Peći. Oko 8:30 časova, snage bezbednosti su odvojile okupljene žene, decu i starce od preostalih muškaraca koji nisu uspeli da pobegnu. Više od 200 seljana je maltretirano, opljačkan im je novac, nakit i dragocenosti, a njihovi identifikacioni dokumenti su uništeni. Nakon toga, trideset i dva muškarca, starosti između 19 i 69 godina, su podeljeni u tri grupe i odvedeni u tri odvojene kuće, gde su bili primorani da se postroje. U sve tri kuće, uhvaćeni muškarci su pobijeni iz automatskog oružja. Svaka kuća je zatim zapaljena i ostavljena da izgori.
Imenom i prezimenom je poznata 41 žrtva masakra. Masakr je preživelo par ljudi. Ostaci tela su kasnije pronađeni u tom kraju, zajedno sa nagorelim ličnih ispravama i praznim čaurama.

## Suđenja
Razni izveštaji za masakr u selu Ćuška terete paravojnu grupaciju “Munja” iz Peći, koja je delovala u okviru MUP-a Srbije. Američki javni mediji (American Public Media) navode da su pored milicijske grupe Munja, u Ćuški bili prisutni i Frenkijevci, Operativna grupa (OPG) srpske policije, i Antiteroristička jedinica Treće armije VJ.
Srpsko tužilaštvo za ratne zločine je podnelo zahtev za sprovođenje istrage protiv 26 pripadnika paravojnih formacija, TO i rezervnog sastava policije zbog osnovane sumnje da su 14. maja 1999. godine ubili 41 lice albanske nacionalnosti u selu Ćuška. MUP Srbije je u petak 12. marta 2010. godine priveo devet lica, od ukupno 26 osumnjičenih. Još 2 lica se nalaze u bekstvu u Srbiji, dok se ostali nalaze u zemljama regiona ili Zapadne Evrope.
Osumnjičeni Nebojša Minić, poznat kao Mrtvi ili Komandant Smrt, koji je komandovao paravojnom formacijom "Šakali", umro je 2005. godine u Argentini. Minić je bio rezervni policajac iz Peći, a pripadao je i paravojnim grupama Munje i Grupa 77.

## Spoljašnje veze
- Istraga protiv "Šakala" (RTS)
- 26 osumnjičenih za zločin kod Peći (B92)
- Zločin u selu Ćuška: Čeka se proširenje istrage (Slobodna Evropa)
- Uzimali otkupninu, pa surovo ubijali (Danas)
- Masakr u Ćuškoj: baza fotografija, intervjua i dokumenata (American RadioWorks)